# Зондерготика

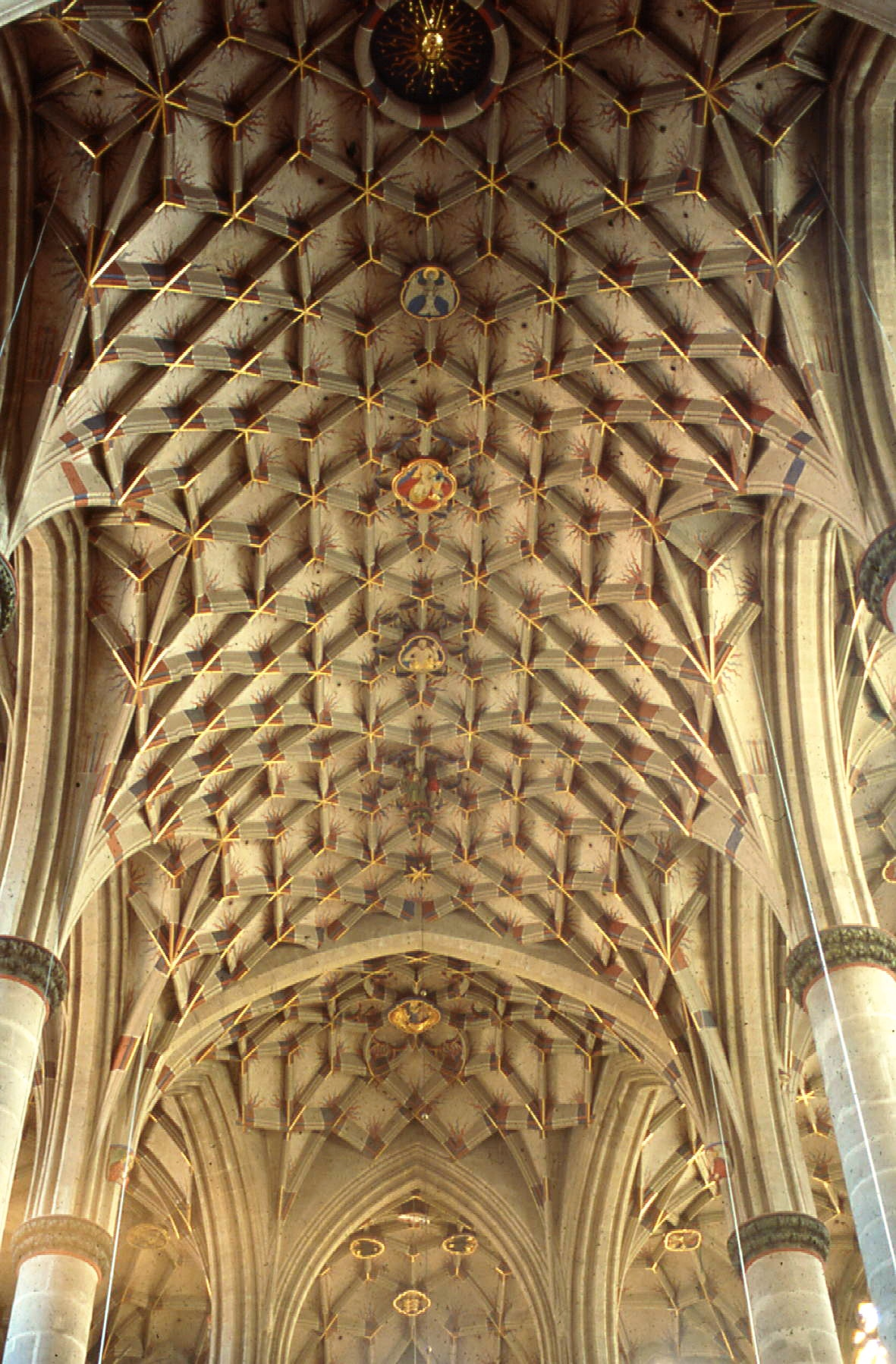
Считается, что первым применил сетчатый свод Г. Парлер в Гмюнде

Зондерготика (нем. Sondergotik — особенная готика) — особенный стиль архитектуры поздней готики, преобладавший в Австрии, Баварии, Верхней и Нижней Саксонии, Швабии, Богемии (Чехии) между 1350 и 1550 годами. Термин впервые употребил немецкий историк искусства Курт Герстенберг в монографии «Особенная немецкая готика» (Deutsche Sondergotik, 1913), в которой он утверждал, что поздняя готика имела необычные проявления не только на западе Европы (пламенеющая, вертикальная, исабелино, мануэлино), но и в центральной её части (главным образом на юге Германии и в Рейнской области).
В Средневековье строителями больших кафедральных соборов были члены странствующих артелей: масоны, «главные», или «вольные», каменщики (фр. franc-maçon), и «латомусы», (лат. magister latomorum — мастера-каменотёсы) в основном франкского происхождения. Не случайно Э. Панофский в книге «Готическая архитектура и схоластика» (1957) называл готический стиль, вслед за средневековыми хронографами, «франкским творением» (лат. opus francigenum).
Постепенно появлялись выучившиеся у франков южно-германские и чешские мастера, например, Генрих Парлер и его сын Пётр. Они упрощали сложности поздней «пламенеющей готики», применяя архитектурный стиль к местным строительным традициям. Так появились простые и строгие, без избыточного декора, но эффектные и просторные зальные храмы (нем. Hallenkirche, Saalkirche). Тип зальной церкви был известен и ранее, с XI века. В отдельных случаях он является результатом развития храмов крестово-купольного типа или купольной базилики. Зальный тип церкви стал характерным для многих вестфальских и баварских храмов XV—XVI веков, для прибалтийских лютеранских церквей с башней-колокольней, завершаемой шатром или шпилем.
В Чехии выдающимся произведением зондерготики является собор Святой Варвары в городе Кутна-Гора, в Чехии. Это типично зальный храм с тремя шатровыми покрытиями и множеством контрфорсов по периметру. Лаконичными в отношении декора, но грандиозными были соборы Страсбурга, Ульма и Кёльна (от их начального облика осталось немного).
Другая особенность зондерготики — «сетчатые своды» (нем. Netzgewölbe), отличающиеся прихотливым узором нервюр. Шедеврами среди зальных церквей с «сетчатыми сводами» считаются церковь Св. Анны (Анненкирхе) в саксонском Аннаберге (1499—1525), церковь Св. Георгия в швабском Нёрдлингене (1427—1505), Владиславский зал Пражского Града (1490—1502). Со временем «сетчатые своды» обогащались маньеристичными элементами, такими как «сломанные» или «летающие» нервюры (фрагменты, не имеющие продолжения и соединения с другими «рёбрами»).
В архитектуре германской и чешской зондерготики преобладают малые приходские и монастырские церкви. Среди таких построек выделяются храмы, построенные монахами цистерцианского ордена в Чехии: костёл Девы Марии в Седлеце (ок. 1300 г.), церковь монастыря «На Слованех» в Праге (1348—1372).

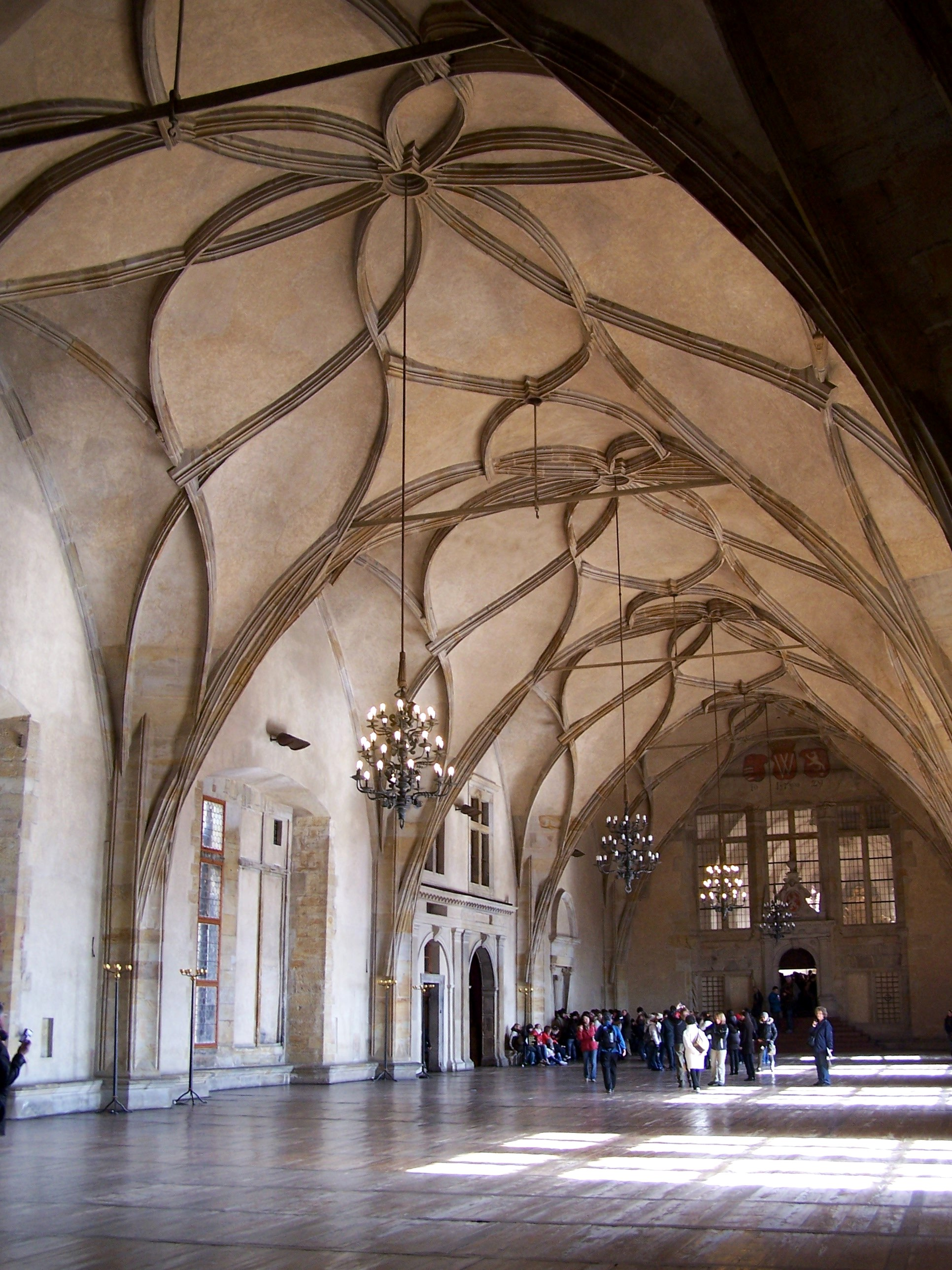
Владиславский зал
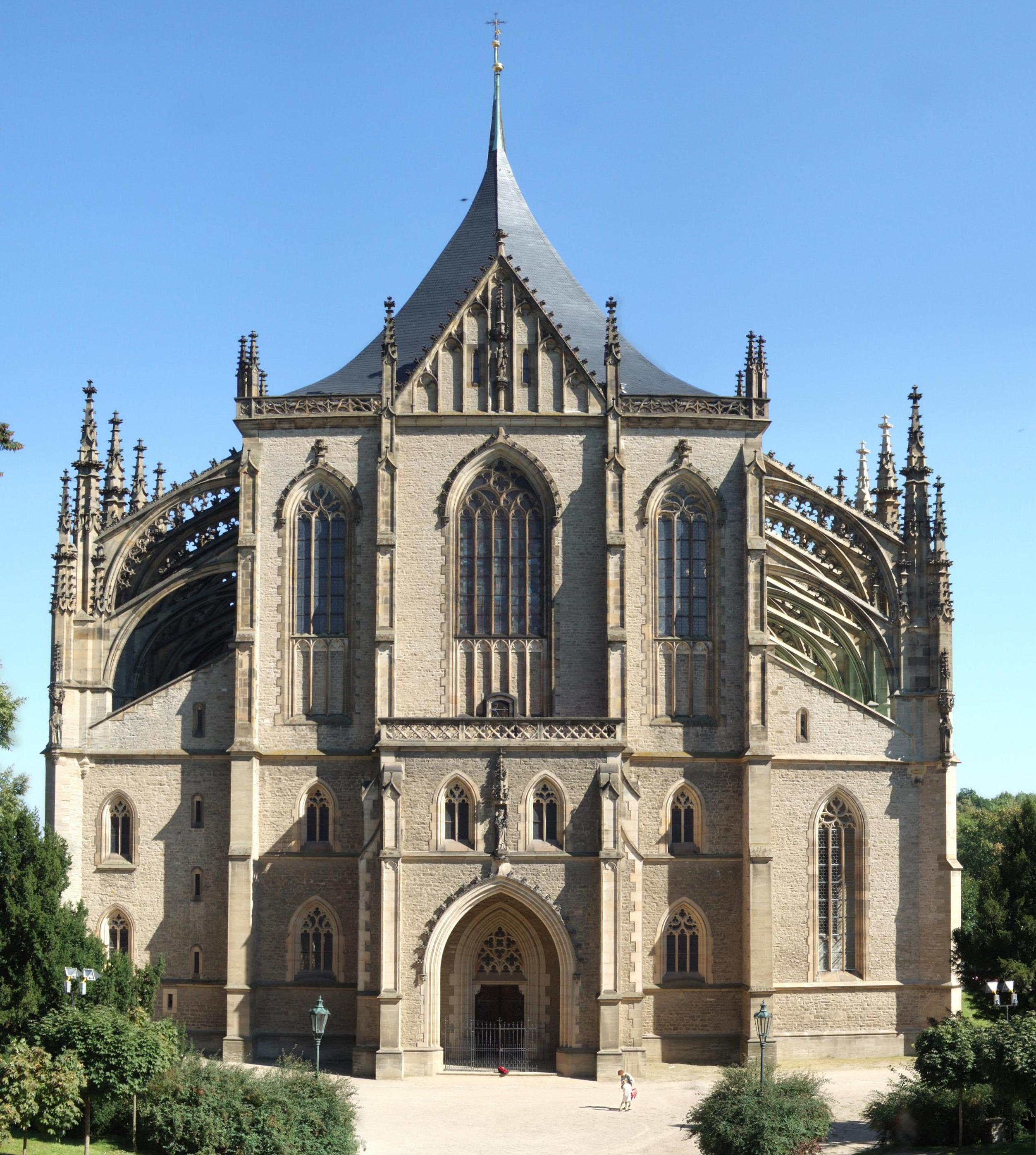
Собор в Кутна-Горе
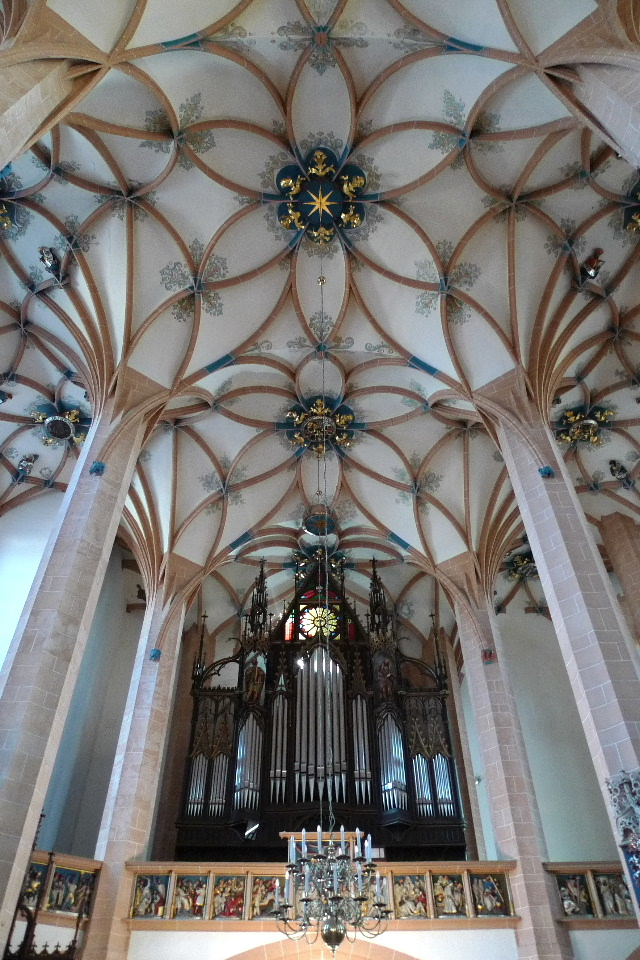
Анненкирхе в Аннаберге